# Rory Lawson
Pour les articles homonymes, voir Lawson.

a Compétitions nationales et continentales officielles uniquement.

b Matchs officiels uniquement.
Dernière mise à jour le 30 octobre 2014.
Rory Lawson, né le 12 mars 1981, est un joueur de rugby à XV, qui a évolué avec l'équipe d'Écosse de 2006 à 2012, au poste de demi de mêlée. Il est le petit-fils du célèbre commentateur Bill McLaren.

## Carrière

### En club
- Edinburgh Rugby  Écosse: 2004-2006
- Gloucester RFC  Angleterre: 2006-2012
- Newcastle Falcons  Angleterre: 2012-2014

## Palmarès
- Vainqueur de la coupe Anglo-Galloise en 2011 avec Gloucester.
- Vainqueur du RFU CHAMPIONSHIP en 2013 avec Newcastle.

- 31 sélections (24 novembre 2012)
- Sélection par années : 1 en 2006, 8 en 2007, 6 en 2008, 2 en 2009, 5 en 2010,8 en 2011 et 1 en 2012
- Tournoi des Six Nations disputés: 2007, 2008, 2010 et 2011
- Participations à la coupe du monde : 2007 et 2011